# Löderups landsfiskalsdistrikt
Löderups landsfiskalsdistrikt var 1918-1951 ett landsfiskalsdistrikt i Kristianstads län, bildat när Sveriges indelning i landsfiskalsdistrikt trädde i kraft den 1 januari 1918, enligt beslut den 7 september 1917. När Sveriges nya indelning i landsfiskalsdistrikt trädde i kraft den 1 januari 1952 (enligt kungörelsen 1 juni 1951) upplöstes distriktet och dess ingående område delades mellan landsfiskalsdistrikten Simrishamn och Tomelilla.
Landsfiskalsdistriktet låg under länsstyrelsen i Kristianstads län.

## Ingående områden

### Från 1918
Ingelstads härad:
- Bollerups landskommun
- Borrby landskommun
- Glemminge landskommun
- Hammenhögs landskommun
- Hannas landskommun
- Hörups landskommun
- Ingelstorps landskommun
- Löderups landskommun
- Tosterups landskommun
- Valleberga landskommun
- Östra Herrestads landskommun
- Östra Ingelstads landskommun